# Putyvl
Putyvl (tiếng Ukraina: Путивль) là một thành phố của Ukraina. Thành phố này thuộc tỉnh Sumy. Thành phố này có diện tích ? km2, dân số theo điều tra dân số năm 2001 là 17354 người.